# Dominio de difusión
Un dominio de difusión (broadcast domain) es el área lógica en una red de computadoras en la que cualquier computadora conectada a la red puede transmitir directamente a cualquier otra computadora en el dominio sin precisar ningún dispositivo de encaminamiento, dado que comparten la misma subred, dirección de puerta de enlace y están en la misma red de área local (LAN) o VLAN (predeterminada o instalada).
De forma más específica, es un área de una red de computadoras, formada por todas las computadoras y dispositivos de red que se pueden alcanzar enviando una trama a la dirección de difusión de la capa de enlace de datos.
Un dominio de difusión funciona con la última dirección IP de una subred.
Se utilizan encaminadores o enrutadores (routers) para segmentar los dominios de difusión.

## Otra definición de difusión
El dominio de difusión es el conjunto de todos los dispositivos que reciben tramas de broadcast que se originan en cualquier dispositivo del conjunto. Los conjuntos de broadcast generalmente están limitados por enrutadores, dado que los routers no envían tramas de broadcast.
Si bien los switches filtran la mayoría de las tramas según las direcciones MAC, no hacen lo mismo con las tramas de broadcast. Para que otros switches de la LAN obtengan tramas de broadcast, estas deben ser reenviadas por switches. Una serie de switches interconectados forman un dominio de broadcast simple. Solo una entidad de capa 3, como un router o una LAN virtual (VLAN), puede detener un dominio de difusión de capa 3. Los routers y las VLAN se utilizan para segmentar los dominios de colisión y de broadcast.
Cuando un switch recibe una trama de broadcast, la reenvía a cada uno de sus puertos excepto al puerto entrante en el que el switch recibió esa trama. Cada dispositivo conectado reconoce la trama de broadcast y la procesa. Esto provoca una disminución en la eficacia (ineficiencia) de la red dado que el ancho de banda se utiliza para propagar el tráfico de broadcast.
Cuando se conectan dos switches, aumenta el dominio de broadcast.